# 鈴木千代
鈴木 千代（すずき ちよ、1993年11月18日 - ）は、日本の女子ビーチバレー選手、バレーボール選手。現姓・畑辺（はたべ）。

## 来歴
東京都江戸川区出身。2008年、共栄学園中学在校中からビーチバレージュニア代表候補生となり、高橋有紀子監督が継続して強化を図ってきた選手の一人である。
2011年の世界選手権U-21大会では、日本人ペアとして史上初の勝利をあげ9位。2013年5月のアジアビーチツアーU-21大会では、日本人ペア初の銀メダルを獲得した。
2013年はベテランの浦田景子とペアを組みJBVツアーに参戦している。
2015年6月に開催されたJVAビーチバレーボールシリーズA南あわじ大会で石坪聖野とのペアで準優勝を果たした。
2016年3月、日本オリンピック委員会（JOC）による就職支援制度「アスナビ」で、IT関連企業のクロス・ヘッドに4月1日付で入社することが決まった。
2021年9月3日、KUROBEアクアフェアリーズへの入団が発表された。
2022年5月14日、ビーチバレー選手の畑辺純希と入籍。
5月31日をもってKUROBEアクアフェアリーズを退団した。翌日からはアルバイトとしてバレーボール及びビーチバレーに引き続き関わる予定であるとしていた。
8月28日、ビーチバレーに復帰し、伊藤（旧姓石坪）聖野とペア再結成し3位入賞
10月、グリーンモンスター株式会社に一般社員として入社。
2023年は鈴木悠佳子とのペアでマイナビジャパンビーチバレーボールツアーに出場。

## 所属チーム
- 江戸川区立上小岩小学校（小岩クラブ）
- 共栄学園中学校
- 共栄学園高等学校[1]
- 産業能率大学[1]
- KUROBEアクアフェアリーズ #18（2021-2022年）[1]

## 球歴
| ビーチ - 2009年7月 U-17アジアユースゲームビーチバレー大会：5位 - 2011年8月 U-21ワールドツアーチャンピオンシップ：9位 - 2012年9月 ユニバーシアード世界大会：25位 - 2013年4月 AVCアジアツアー：3位 - 2013年7月 U-21アジア大会：2位 - 2015年8月 JBVビーチバレー東京オープン：優勝 - 2019年 日本代表 - 2020年 日本代表 | インドア - 春の高校バレー：3位 - インターハイ：ベスト8 |

## 受賞歴
- インターハイ：優秀選手賞

## 出演

### YouTube
KUROBEアクアフェアリーズ 
- 鈴木千代選手、金杉由香選手、Lutz Merete選手、Kokram Pimpichaya選手新規入団選手ご紹介！（2021年9月3日）

## 関係のある人物
| 共栄学園高等学校時代のチームメイト - 森谷史佳（1992年生） - 堀川真理（1992年生） - 渡邉和香里（1995年生） - 佐川奈美（1995年生） | 産業能率大学時代のチームメイト - 溝江明香（1990年生） |